# Niilo Sala
Nils (Niilo) Edvard Sala, ursprungligen Sarelius, född 17 november 1856 i Kemijärvi, död 15 augusti 1892 i Berchtesgaden, var en finländsk skådespelare, dramatiker och översättare av teaterpjäser. 
Sala, vars far var kronolänsman, växte upp i en ekonomiskt utsatt familj. Han började studera vid Torneås elementarskola, men av ekonomiska skäl tvingades han avsluta studierna i förtid och tog anställning som sättarelärling vid Christian Evert Barcks tryckeri i Uleåborg. Efter fyra år vid tryckeriet kunde han 1874 började studera vid Jyväskylä seminarium, varifrån han utexaminerades 1878 och blev folkskollärare i Björneborg. När Finska teatern (sedermera Finlands nationalteater) 1881 hade föreställning i staden, beslöt Sala att ansluta sig som skådespelare efter bara ett år som folkskollärare.
Som skådespelare var Sala särskilt betydande för teatern, då han var en av dess få med finska som modersmål. Språkfärdigheten gjorde honom och kollegan Carl Edvard Törmänen lämpliga som översättare av utländska pjäser till finska. Sala kom härigenom teaterchefen Kaarlo Bergbom nära, och en del ansåg regiassistenten given som Bergboms framtida efterträdare. Viktigare scenroller erhöll Sala efter att Bruno Böök, som ständigt kreerat hjälterollerna, avled 1883. Företrädesvis översatte Sala svenskspråkiga pjäser till finska, såsom Gustaf von Numers' Erik Puke och Klas Kurck och liten Elin. Kort före sin bortgång färdigställde han sin enda opera, Kullervo.
Mot slutet av sin levnad led Sala av psykisk ohälsa, och i samband med en av hans och Bergboms gemensamma sommarresor i Europa drabbades Sala av psykos i Wien. Synbarligen tillfrisknad lämnade han sjukhuset och reste till Paris, där han ånyo insjuknade och fördes till Bayern. Sedan Bergbom i augusti återvänt till Finland, begick Sala självmord med ett skjutvapen på hotellrummet. Salas och Bergboms förhållande, liksom att Bergbom befunnit sig med Sala i utlandet, offentliggjordes inte för samtiden.